# Sonja Graf
Sonja (Susanna) Graf (ur. 16 grudnia 1908 w Monachium, zm. 6 marca 1965 w Nowym Jorku) – amerykańska szachistka pochodzenia niemieckiego, mistrzyni międzynarodowa od 1950 roku.

## Kariera szachowa
W latach 30. XX wieku była, obok Very Menchik, jedną z dwóch najlepszych szachistek świata. Dwukrotnie, w 1934 i 1937, walczyła w meczach z Menchik o tytuł mistrzyni świata, przegrywając 1 - 3 i 4½ - 11½. W roku 1937 została (wraz ze swoją utytułowaną rywalką) zaproszona do udziału w męskim turnieju w Pradze, gdzie m.in. zremisowała partię z Paulem Keresem. W 1939 zdobyła kolejny tytuł wicemistrzyni świata, zajmując w Buenos Aires II miejsce (ponownie za Verą Menchik). W zawodach tych miała wystąpić pod niemiecką flagą, jednak z powodu antynazistowskich poglądów została z narodowej drużyny usunięta i w turnieju uczestniczyła pod flagą międzynarodową. Nie powróciła już do Europy i zamieszkała w Argentynie, gdzie napisała dwie książki i w roku 1947 wyszła za mąż za Vernona Stevensona, amerykańskiego marynarza. Razem zamieszkali w Los Angeles, gdzie w roku 1951 urodził się ich syn, Alexander. Po okresie macierzyństwa Sonja Graf powróciła do gry w szachy, m.in. uczestnicząc w 1955 roku w Moskwie w turnieju pretendentek (w turnieju zajęła XIII miejsce) oraz dwukrotnie zdobywając tytuły mistrzyni Stanów Zjednoczonych (1957 – wspólnie z Giselą Gresser oraz 1964).